# Établissements C.J. Bonnet
Les établissements C.J. Bonnet, à la fois lieux de production et lieux de vie, sont une usine-pensionnat textile implantée en 1855 par Claude-Joseph Bonnet, à Jujurieux, dans le département de l'Ain, en région Auvergne-Rhône-Alpes. L'usine et le bâtiment de la forge abritent aujourd'hui le musée des Soieries Bonnet.
Les anciens établissements C.J. Bonnet sont partiellement inscrits aux monuments historiques.

## Historique
Les Soieries C.J. Bonnet, usine-pensionnat textile implantée en 1855 par Claude-Joseph Bonnet à Jujurieux, constituaient un site patrimonial exceptionnel présentant l'histoire d'une des plus grandes soieries de France aux XIXe et XXe siècles.
L'activité industrielle a totalement cessé en 2001. Le site repris par le conseil général de l'Ain et la communauté de communes des Rives de l'Ain - Pays du Cerdon est depuis, un musée.

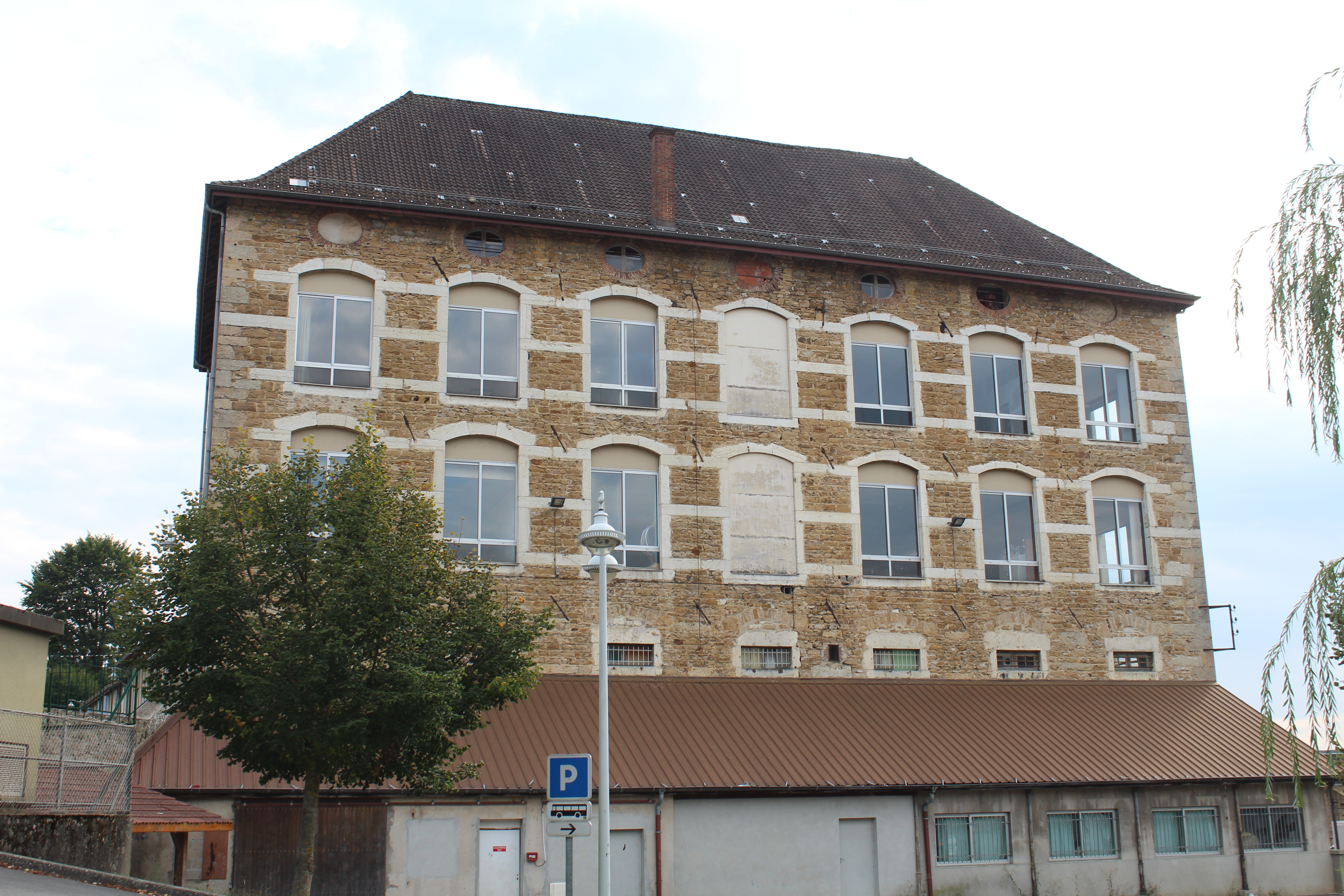
Vue des bâtiments en 2017.

C'est en 1835 que l'industriel lyonnais Claude-Joseph Bonnet fonde une manufacture de soie entre Lyon et Genève. La manufacture se développe jusqu'à la mort de son fondateur en 1867, à l'âge de 81 ans. L'entreprise emploie 1 200 personnes à Jujurieux et 1 400 à Lyon. Ses petits-fils, Antoine Richard et Cyril Cottin, reprennent la filature en continuant à la développer. Jusque dans les années 1880, toutes les étoffes de la Maison Bonnet sont tissées à bras. D'abord réalisées dans les ateliers des canuts lyonnais. La Maison Bonnet met en place ensuite des ateliers à domicile autour de Jujurieux. Les travailleurs font alors partie intégrante du personnel de la Fabrique et les métiers à tisser appartiennent à l'entreprise.
Dans un ouvrage publié en 1870 sur les Grandes usines en France et à l'étranger, l'auteur indique que « le personnel est entièrement féminin. Il se compose de six cents jeunes filles dirigées par les sœurs de Saint-Joseph qui vivent continuellement au contact avec les ouvrières, les surveillent dans leurs travaux, et président à leur instruction intellectuelle et matérielle »[réf. incomplète]. La vie des ouvrières est assez monacale, avec messe obligatoire le dimanche et processions. Elles étaient peu payées mais les conflits sociaux étaient rares. Le premier a lieu en 1896 dû, d'après la direction, à l'intervention d'ouvriers externes. Un mouvement interne se produit en 1923.
À la veille de la Seconde Guerre mondiale, l'établissement compte 1 200 ouvriers avec 550 pensionnaires.
Au début des années 1960, la crise frappe l'industrie de la soierie lyonnaise. La manufacture résiste et s'adapte en ne conservant dans la Société d'exploitation des textiles Bonnet, SETB, que l'activité textile et en innovant. Les bâtiments devenus trop grands sont en partie cédés.
Les Maisons Dior, Chanel, Lacroix, Ungaro, Castel[Qui ?], Lanvin, Vionnet, Poiret, Scherrer, agnès b., Guy Laroche, Valentino, Armani, Gianfranco Ferré, Calvin Klein, Donna Karan ont fait appel à son savoir-faire jusqu'à la fermeture en 2001.
L'usine des Établissements C.J. Bonnet aurait servi de modèle à la filature de soie de Tomioka, inscrite sur la liste du patrimoine mondial de l'Unesco en juin 2014. Également, le schéma fonctionnel du site ont inspiré les descendants de Claude-Joseph Bonnet, la famille Roux, dans l'organisation des Établissements C. Roux et fils.

## Description

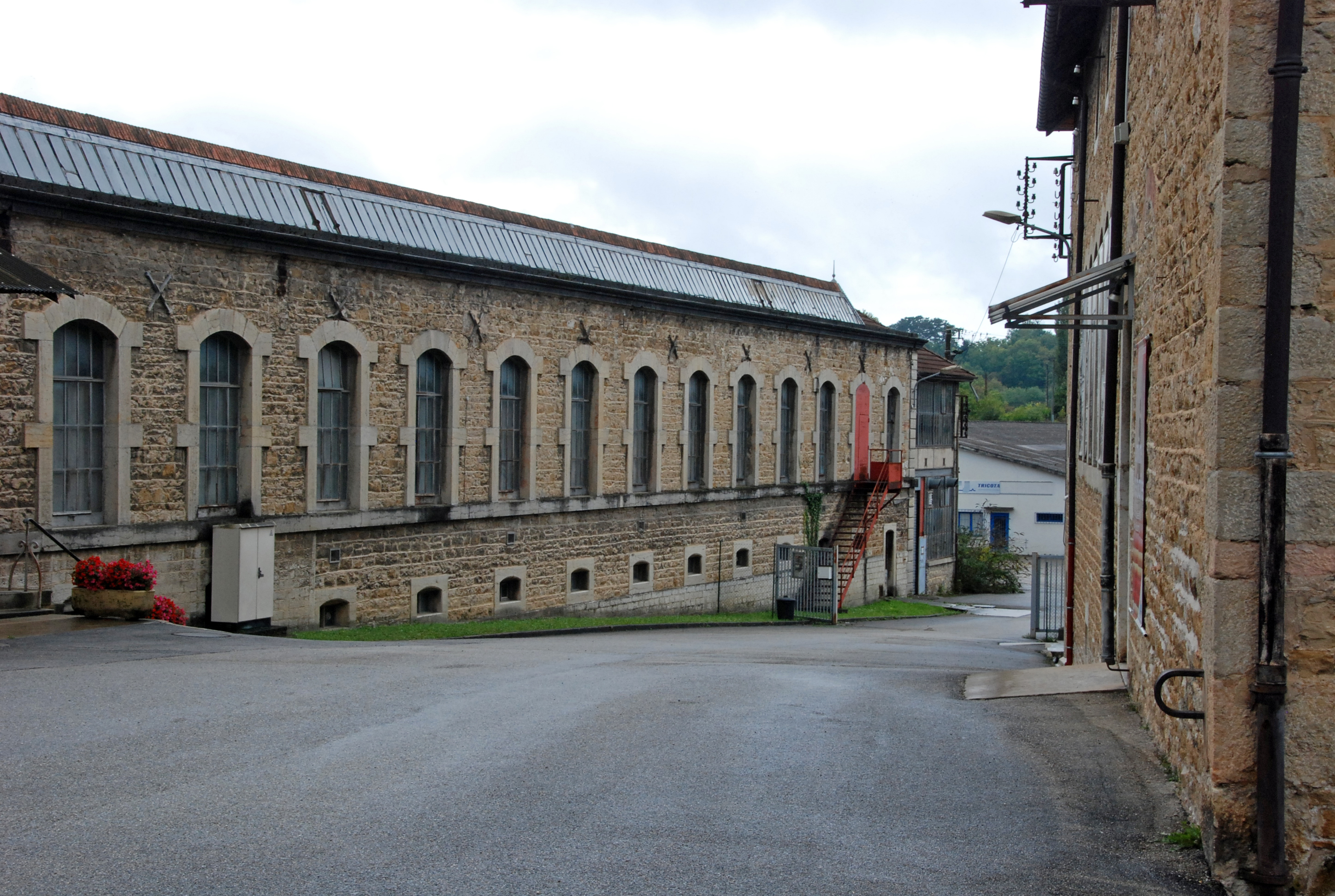
Une vue des bâtiments en 2012.

En pleine opulence, l’usine-pensionnat était censée se suffire à elle-même. Le site, construit sur un schéma fonctionnel, abrite les bâtiments des métiers mécaniques (tissage 1 & 2) et de l'« ourdissage », ainsi que l’« étouffoir » destiné à la réception des cocons des vers à soie et la préparation des fils, la maison directoriale dite « maison bourgeoise », la forge desservie par une voie métrique du tramway, les générateurs et haute cheminée, le « ménage » (accueil des internes), une lingerie, une chapelle, une aumônerie, une infirmerie, ainsi que des bassins et réservoirs d’eau.
Le fondateur voulant placer l'établissement sous la protection mariale, une statue de la Vierge Marie, inaugurée en 1862, veille à l'entrée de la manufacture. Elle était alors face au bâtiment du pensionnat industriel, dit « le Ménage », au milieu d’un jardin. La statue a depuis été déménagée.

## Protection aux monuments historiques
En totalité, les bâtiments dits tissage 1, la forge, un four, la lingerie, l'infirmerie (à l'exception des aménagements extérieurs ou intérieurs modernes), ainsi que la chapelle sont inscrits au titre des monuments historiques par arrêté du 31 janvier 2003.